# Korra-Korrabes (Meteorit)
Koordinaten: 25° 12′ 0″ S, 18° 5′ 0″ O
Der Meteorit von Korra-Korrabes wurde im November 1996 von einem afrikanischen Farmer gefunden, der in der Namaland-Region (Namibia) nach weiteren Bruchstücken des Gibeon-Meteoriten suchte. Dabei fand er in einem ausgetrockneten Flussbett einen 22 kg schweren Steinmeteoriten sowie weitere 11 Bruchstücke, mit einem Gesamtgewicht von 18 kg.
Daraufhin wurde die weitere Umgebung des Fundortes mittels Metalldetektoren abgesucht, wobei mehrere hundert Bruchstücke mit einem Gesamtgewicht von etwa 140 kg gefunden wurden. Das größte Bruchstück war Teil einer Gartenmauer und wurde erst im November 2000 als Meteorit identifiziert.
Der Korra-Korrabes-Meteorit stammt aus dem Asteroidengürtel und wird als gewöhnlicher Chondrit der Gruppe H3 klassifiziert. Er weist deutlich ausgeprägte Chondren auf und enthält neben Olivin das Mineral Bronzit.
Chemische Zusammensetzung: 12–20 % Eisen, 80–90 % Silikate (es wurden in der Literatur keine genaueren Angaben gefunden)